# Yann Houri
Yann Houri, né le 29 juillet 1990 à Paris en France) est un artiste peintre et sculpteur Français.

## Biographie
Né en 1990 à Paris, en France. Yann Houri est un artiste qui vit et travaille actuellement à Paris.
Yann Houri a exposé son travail à l'international, au DEJI Art MUSEUM en Chine, Hi-Desert Cultural Centerà Joshua Tree, CICA Museum à Séoul, Suntec Singapore Convention and Exhibition Centre à Singapour, à la Fondation Deutsch à Lausanne, au Centre San Mateo à San Francisco ou encore au Grand Palais à Paris.
Il combine différents médiums dans ses oeuvres notamment la peinture acrylique et le fusain. 
L'oeuvre de Yann Houri porte sur la complexité de l'être humain à la recherche d’un langage entre la matière, la couleur et le mouvement; ses œuvres présentent des compositions (dé)structurées de manière complexe. Son travail parle d’énergie spontanée et d’intuition, résistant à une caractérisation facile. Il consacre une grande partie de sa réflexion à l'expérience vécue et refuse de prévoir quoi que ce soit.
Ses réalisations présentent à la fois des formes abstraites et des images plus densément superposées dans lesquelles il est possible de discerner des éléments figuratifs.
L’artiste attaché aux contrastes, cherche à mélanger représentation et abstraction, perspective linéaire et coloration, minimalisme et peinture gestuelle. Son approche est orientée sur un processus de création mettant ouvertement en avant le contraste de réussite et d’échec inévitablement lié à sa pratique. Il cherche à créer une tension entre contrôle et chaos, répétition et concision.
Pour Yann Houri, l'œuvre est un discours entre le conscient et l’inconscient et n’a de sens que dans l’interprétation libre du spectateur. 
Son travail évolue au travers des interactions qu’il met en place avec l'autre. Chacune de ses réalisations est le fruit de l’imagination libre et la recherche permanente de nouvelles techniques, expressions de sa perception de l’évolution. 

## Expositions (sélection)
- 2022 :Exposition collective, DEJI MUSEUM - Deji Plaza - Nankin Chine
- 2020 : Exposition collective, CICA MUSEUM - Seoul, Corée du Sud[7] (2020)
- 2019 : Exposition collective, Hi-Desert Cultural Center - Joshua Tree, États-Unis[8]
- 2019 : Exposition personnelle, 'Moment' Unit London - Londres, Royaume-Uni[9],[10]
- 2019 : Exposition collective, FIAC - Grand Palais, Paris
- 2018 : Exposition collective, Art Paris, We Art Partners - Grand Palais, Paris[11]
- 2018. : Fondation Foujita - Hôtel Lutecia - Hommage à Foujita - Paris[12],[13]
- 2017 : HUMANATURE[14],[15], We Art Partners - Espace Commines, Paris

- 2016 : Exposition collective, Nova’s Ark Project  - New York, États-Unis
- 2015 : Exposition collective - George R. Brown Convention Center - Houston, États-Unis
- 2014 : Unexpected, Hôtel Le Meurice for Christie’s, Paris, France